# Kaliumsorbat

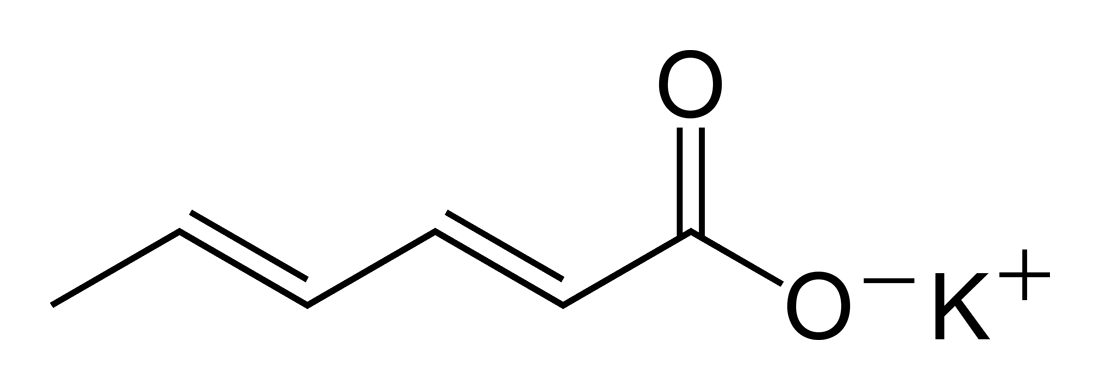
Strukturformel.

Kaliumsorbat är ett konserveringsmedel med E-nummer E 202 som hindrar jäst- och mögeltillväxt. Kaliumsorbat är neutraliserad sorbinsyra som finns naturligt i många frukter och bär. För industriellt livsmedelsbruk framställs det på kemisk väg. Industriell Kaliumsorbat används främst i produkter som läsk, torkad frukt och gelé men även i majonnäs och ost. För att hindra efterjäsning kan det även tillsättas till vin.